# علي الكبيسي
علي متعب الكبيسي لاعب كرة قدم قطري، ولد في (4 نوفمبر 1993).
لعب سابقاً في النادي الأهلي ونادي الخريطيات ونادي الوعب.